# Gardendale
Gardendale – jednostka osadnicza w Stanach Zjednoczonych, w stanie Teksas, w hrabstwie Ector.